# Teodora Pušić
Teodora Pušić (Belgrado, 12 marzo 1993) è una pallavolista serba, libero della Pro Victoria.

## Carriera

### Club
Teodora Pušić esordisce nel massimo campionato serbo nella stagione 2010-11 con la Stella Rossa, dove rimane per un quinquennio raccogliendo i suoi primi successi: tre campionati e quattro Coppe di Serbia; nell'annata 2015-16 passa al Vizura, altra società di Belgrado, vincendo nei due anni di militanza nel club due campionati e una Coppa di Serbia.
Si trasferisce quindi in Germania per disputare la 1. Bundesliga 2017-18 con il MTV Stoccarda, mentre nell'annata seguente è di scena nella Divizia A1 rumena: inizialmente ingaggiata dall'Universitatea Timișoara, a seguito del ritiro della squadra nel dicembre 2018 rimane svincolata e nei primi giorni del 2019 viene ufficializzato il suo passaggio al Târgoviște, anch'esso militante nel massimo campionato rumeno. Inizialmente non riconfermata dal club, nel gennaio 2020 viene richiamata in arancioblù per la seconda parte della stagione 2019-20, interrotta prematuramente per la pandemia di COVID-19, e confermata anche per quella successiva, culminata con la conquista del titolo nazionale rumeno.
Nuovamente svincolata, a novembre 2021 viene ingaggiata dalle tedesche del Dresdner tornando a disputare la 1. Bundesliga a stagione in corso. Dopo aver disputato la stagione 2022-23 con il Rapid Bucarest, ancora nella massima divisione rumena, poco dopo l'inizio della stagione seguente approda in Italia, ingaggiata dalla Pro Victoria, in Serie A1.

### Nazionale
Con la nazionale serba under 19 vince la medaglia d'argento al Campionato europeo di categoria 2010, disputato in casa.
Nel 2013 arriva il debutto con la nazionale maggiore, avvenuto in occasione dell'European League. In seguito conquista due campionati europei consecutivi (2017 e 2019) e il titolo iridato 2018. Nel 2022, invece, giunge terza alla Volleyball Nations League e conquista nuovamente l'oro al campionato mondiale, dove è premiata come miglior libero. Un anno dopo mette al collo l'argento al campionato europeo.

## Palmarès

### Club
- Campionato serbo: 5

2010-11, 2011-12, 2012-13, 2015-16, 2016-17
- Campionato rumeno: 1

2020-21
- Coppa di Serbia: 5

2010-11, 2011-12, 2012-13, 2013-14, 2015-16
- Supercoppa serba: 1

2015

### Nazionale (competizioni minori)
- Campionato europeo under 19 2010

### Premi individuali
- 2022 - Campionato mondiale: Miglior libero